# فیلم یاکوزایی
فیلم یاکوزایی (انگلیسی: Yakuza film) یک ژانر محبوب فیلم در سینمای ژاپن است که بر زندگی و رفتار یاکوزا، گروهی که به جرائم سازمان‌یافته شهرت داشتند، تمرکز دارد. در دوران فیلم صامت، به تصویر کشیدن باکوتو (پیشرو یاکوزای مدرن) به‌عنوان شخصیت‌های دلسوز شبیه رابین هود رایج بود.

## جستارهای‌وابسته
- فهرست ژانرها